# Водорасли
Талусните растения, още водорасли (на латински: Algae, в ед. ч. водорасло), са група нисши растения, обединяваща няколко подгрупи спорови растения, между които няма родствена връзка. Всички те са произлезли като самостоятелни групи преди около 1,8 милиарда години от първите водорасли. Съществуват около 30 000 вида, в България – около 4000 вида. Понятието има повече екологично значение – показва, че всички тези растения живеят и растат във водата. Всички водорасли са еукариоти и имат хлоропласти. Повечето видове се причисляват към царствата протиста или растения. Водораслите включват едноклетъчни, многоклетъчни или колониални организми. Обикновено към водорасли се отнасят подотделите:
- Зелени водорасли
- Кафяви водорасли
- Червени водорасли
- Кремъчни водорасли

Науката, изследваща водораслите, се нарича алгология.

## Характеристика
Водораслите са талусни растения. Талусът им може да бъде с най-разнообразна форма – нишковиден, пластинковиден или разклонен. Дължината му може да бъде от няколко сантиметра до няколко метра. Водораслите са много древна група растения, които обитават сладководни или солени водни басейни. Някои са се приспособили да живеят във влажни почви, кората на дърветата, влажни скали и др. Те могат да бъдат прикрепени към дъното на водните басейни чрез специални клетки или да са свободно плаващи.
Всички водорасли съдържат хлорофил и се хранят самостойно чрез фотосинтеза. Някои от тях не са зелени, а са обагрени в червено, кафяво или жълто-кафяво. Цветът им зависи от багрилото, което преобладава в хлоропластите им.
Различни групи водорасли обитават различни дълбочини във водните басейни. Зелените водорасли са светлолюбиви и живеят в по-плитките части на водоемите. Кафявите водорасли са разпространени до 40 – 50 m дълбочина, а най-дълбоко са червените водорасли – до около 100 m дълбочина. Кафявите и червеноморските водорасли помагат при фотосинтезата. В най-големите дълбочини няма водорасли.

## Размножаване
Водораслите се размножават безполово и полово.
- Безполовото размножаване може да бъде вегетативно и чрез спори. Вегетативно размножаване става чрез накъсване на талуса на части. Всяка част дава начало на ново растение. Водораслите образуват и клетки за безполово размножаване – спори.
- Половото размножаване се извършва с полови клетки по няколко начина. Най-простият начин е сливането на две клетки от талуса на два индивида. В този случай няма обособени полови клетки. Друг начин на полово размножаване е чрез сливане на еднакви по форма и големина подвижни полови клетки. Трети начин е чрез полови клетки с различна големина и устройство. След процеса оплождане се образува зигота. От нея се развива зародиш, а той образува ново растение.

## Многообразие на водораслите

### Зелени водорасли
Зелени водорасли са със зелено обагрен талус. В клетките им преобладаващото багрило е хлорофилът. Талусът им има разнообразно устройство – може да бъде нишковиден, пластинковиден или разклонен.
- Морска салата (Ulva): устройство на талуса – пластовиден; местообитание – солени води. Обикновено е прикрепена към дъното, но се срещат и неприкрепени форми;
- Спирален жабуняк (Spirogyra): устройство на талуса – разклонена нишка с един лентовиден хлоропласт; местообитание – свободно плаващи в сладководни води;
- Хлорела (Chlorella): устройство на талуса – едноклетъчен; местообитание – навсякъде.

### Червени водорасли
Червените водорасли са с червено обагрен талус. В хлоропластите им преобладават червените багрила. Талусът може да бъде пластинковиден, например при червеното водорасло порфира. Може да бъде и храстовидно разклонен, какъвто е при коралина. Червените водорасли обикновено са прикрепени към дъното и обитават предимно солени води.

### Кафяви водорасли
Кафявите водорасли имат кафяво или жълто-кафяво обагрен талус, в хлоропластите им преобладават кафявите и жълто-кафявите багрила. Тази група водорасли имат най-сложно устроен талус, който при някои видове наподобява корен, стъбло и листа. Кафявото водорасло ламинарип има талус, разделен на стъбловидна и листовидна част. Повечето кафяви водорасли са прикрепени и рядко се срещат неприкрепени видове. Разпространени са в моретата и океаните. Някои от тях достигат големи размери до 30 – 60 m дължина.

## Водораслите като суровина за биогориво
Водораслите се посочват като най-перспективната суровина за производство на биогорива, тъй като добивът им е от 7 до 13 пъти по-голям от добива на алтернативни източници като царевица, соя или целулозни растения.
Съществуват обаче редица проблеми в цялостния процес на производство, които са свързани с избирането на точния вид, подходящ за добив, регулиране количеството на едноклетъчните организми (драстичното нарастване води до липса на светлина и умиране на колониите, както и демонстрация на рентабилност от такъв вид производство).
Генно модифицирани водорасли могат да произвеждат до 80 kg водород на акър за ден при определени условия, според последните проучвания на Масачузетския технологичен институт, като прогнозите за евентуална комерсиализация най-рано към 2012 г.
Главните доводи за перспективата за употреба са:
1. Водораслите произвеждат до 100 пъти повече мазнини на единица площ в сравнение с други маслодайни култури (соя, слънчоглед, рапица).
2. Водораслите използват въглеродния диоксид – главният причинител за парниковия ефект.
3. Водораслите изискват само слънчево греене и вода (която би могла да бъде и негодна за пиене).
4. Водораслите не се конкурират с други култури – суровини за хранително-вкусовата промишленост.

## Значение на водораслите
Водораслите синтезират хранителни вещества и обогатяват водните басейни с кислород. Така те осигуряват кислород и храна за животните, обитаващи водните басейни. Те участват активно в кръговрата на веществата в природата. Някои червени и кафяви водорасли имат приложение в хранителната и фармацевтичната промишленост.